# Borbera
Der Borbera (Borbëa oder Borbeja auf Ligurisch oder auch Borbaja auf Piemontesisch) ist ein Fluss in der Provinz Alessandria in der nordwest-italienischen Region Piemont.

## Geografie
Der Fluss, der offiziell als Torrente gilt, entspringt im Ligurischen Apennin auf etwa 1700 m Höhe am Monte Chiappo, verläuft ca. 38 km im gleichnamigen Tal und mündet bei Vignole Borbera in den Scrivia.